# Глебов, Владимир Петрович (учёный)
Гле́бов Влади́мир Петро́вич (1934—2018) — советский и российский ученый в области теплотехники, доктор технических наук, профессор Всероссийского теплотехнического института, заслуженный деятель науки и техники РФ, лауреат премии Совета Министров СССР, кавалер ордена «Знак Почёта». 
В. П. Глебов преподавал в Московском энергетическом институте, является автором работ по охране окружающей среды, машиностроению и теплоэнергетике.

## Биография
Владимир Петрович Глебов родился 6 июля 1934 года в семье учителей в селе Толстое Белгородской области. После окончания школы он приехал в Москву поступать в Московский энергетический институт.
Закончив МЭИ с отличием, В. П. Глебов устроился на работу в Центральный котлотурбинный институт (ЦКТИ), где прошёл путь от рядового инженера до директора Московского отделения ЦКТИ.
В 1970 году ему была присуждена степень кандидата наук, а затем он был утвержден в ученом звании старшего научного сотрудника по специальности парогенераторостроение и парогазотурбостроение.
В это же время его приглашают работать в редколлегию журнала «Теплоэнергетика» (англ. «Thermal Engineering»).
Также Владимир Петрович являлся автором статей в популярных научно-технических журналах: «Энергетик», «Электрические станции», «Космонавтика и ракетостроение» и другие.
В. П. Глебов выступил на Международной научно-практической конференции «Экология энергетики».[значимость факта?]
В 1976 году Министерство энергетического машиностроения наградило В. П. Глебова знаком «Лучший изобретатель Министерства».
В 1977 году он был инициатором и создателем Всесоюзного научно-исследовательского института атомного энергетического машиностроения (ВНИИАМ), предложив создать институт, объединяющий две области энергетики: атомную и тепловую.
В 1981 году Глебову присуждена степень доктора технических наук.
В 1984 году ему присвоено звание[уточнить] профессора по кафедре парогенераторостроения.
Долгое время Владимир Петрович был заместителем директора ВНИИАМ, а последние 15 лет своей профессиональной деятельности посвятил себя работе во Всероссийском теплотехническом институте (ВТИ), где возглавлял отдел защиты атмосферы (ОЗА).
Со своими коллегами по ВТИ Глебов стал соавтором патентов на изобретение:
- «Контактный теплообменник»[5][6];
- «Способ очистки продуктов горения от оксидов азота с одновременным кондиционированием дымовых газов перед электрофильтром»[7].

Параллельно с работой в ВТИ, Владимир Петрович долгое время преподавал в Московском энергетическом институте на кафедре парогенераторостроения (ПГС) энергомашиностроительного факультета (ЭнМИ).
Вместе с коллегами по ВТИ и МЭИ Глебов подготовил учебное пособие для технических ВУЗов.
В. П. Глебов вышел на пенсию в 75 лет.

### Семья
Жена: Галина Анатольевна Глебова (8 мая 1934 − 3 мая 2014) — инженер−экономист, ветеран труда.
Сыновья: Анатолий и Алексей, инженеры.
- Глебов Алексей Владимирович — соавтор патента «Предохранительный клапан»[10].[значимость факта?]

Сын Алексей, две внучки, невестка и племянник получили образование в Московском энергетическом институте и работают в энергетической отрасли в РФ.[значимость факта?]

## Награды и звания
- Заслуженный деятель науки и техники РФ[11] (1995 г.)
- Премия Совета Министров СССР — за разработку новой коррозионно-стойкой безникелевой стали, освоение металлургического производства и внедрение изделий из этой стали в промышленное оборудование АЭС (№ 00447, 1981 г.)
- Орден «Знак Почёта» (№ 596918, 1971 г.)
- Заслуженный работник Минтопэнерго России (1976 г.)
- Заслуженный работник «ЕЭС России» — за заслуги в развитии единой энергетической системы России,
- Заслуженный энергетик Содружества Независимых Государств
- Почетный работник Минэнергомаша — за большой трудовой вклад в развитие отрасли энергетического машиностроения (1978 г.)
- Медаль «За доблестный труд» (№ 0110743, 1970 г.)
- Ветеран труда (1984 г.)

## Избранные публикации
- Глебов В.П. Основное и вспомогательное оборудование котельных установок. — Ленинград, 1968. — Т. Труды ЦКТИ/ Центр. науч.-исслед. и проектно-конструкторский котлотурбинный ин-т им. И. И. Ползунова; 87. — 301 с.
- Глебов В.П. Внутритрубные образования в паровых котлах сверхкритического давления. — Москва: Энергоатомиздат, 1983. — 239 с.
- Глебов В. П. Аналитическое определение количества железоокисных отложений на внутренней поверхности труб и котлов СКД // Теплоэнергетика. — 1979. — № 3. — С. 55—58.
- Глебов В. П. Перспективные воздухоохранные технологии в энергетике // Теплоэнергетика. — 1996. — № 7. — С. 54—62.
- Глебов В. П., Гончаренко Г. В., Скоробогатов С. А. Экспериментальные исследования коронирующих электродов на стенде электрофильтров // Электрические станции. — 2006. — № 6. — С. 69—72.
- Глебов В. П. Управление выбросами тепловых электростанций - от ГОЭЛРО до наших дней // Электрические станции. — 2000. — № 12. — С. 37—41.
- Глебов В. П. Природоохранные мероприятия в тепловой энергетике России // Энергетик. — 1994. — № 6. — С. 7—11.
- Глебов В. П. Экологическая программа" РАО "ЕЭС России и государственная политика в области охраны окружающей среды // Теплоэнергетика. — 2004. — № 12. — С. 2—5.
- Глебов В. П., Тумановский А. Г. Нормативно-техническая и технологическая база природоохранной деятельности в теплоэнергетике // Российский химический журнал. — 1997. — № 6. — С. 45—53.
- Глебов В. П., Антикайн П. А., Зусман В. М. и др. Кинетика образования внутренних железоокисных отложений в трубах высокотеплонапряженных поверхностей нагрева котлов // Электрические станции. — 1975. — № 8. — С. 19—23.
- Глебов В. П., Эскин Н. Б., Зусман В. М. Влияние внутренних железоокисных отложений на температурный режим работы труб радиационных поверхностей нагрева парогенераторов сверхкритического давления // Теплоэнергетика. — 1975. — № 11. — С. 51—55.
- Глебов В. П., Зусман B. M., Таратута B. A., Эскин Н. Б. Исследование структуры и физико-химических характеристик железоокисных отложений в экранах парогенераторов с.к.д. // Теплоэнергетика. — 1978. — № 2. — С. 57—60.
- Глебов В. П., Тумановский А. Г., Чугаева А. Н. Анализ природоохранной деятельности и основные направления сокращения негативного воздействия ТЭС на окружающую природную среду // Энергетик. — 2006. — № 12.
- Глебов В. П., Яхилевич Ф. М., Семенов А.Н., Пикус В. Ю., Курашкина Л. М. Исследование кипящего слоя топки энергетического сланцевого котла. // Теплоэнергетика. — ISSN 0040-3636.
- Глебов В. П., Тумановский А. Г., Чугаева А. Н., Шмиголь И. Н., Зыков А. М. Обеспечение экологических требований при производстве тепла и электроэнергии на тепловых электростанциях. // Теплоэнергетика.